# Arboreto de Arpajon-sur-Cère
El Arboreto de Arpajon-sur-Cère (en francés : Arboretum d'Arpajon-sur-Cère), también denominado La Plantelière, es arboreto de 7 hectáreas de extensión, en Arpajon-sur-Cère, Francia. 

## Localización
Arboretum d'Arpajon-sur-Cère, Route de Labrousse, La Pépinière Arpajon-sur-Cère, Cantal, Auvernia, France-Francia.
Planos y vistas satelitales.44°54′17″N 2°27′27″E / 44.90472, 2.45750
Se encuentra abierto a diario en los meses cálidos del año.

## Historia
El sitio del arboreto era un antiguo centro prehistórico, después galorromano, se pusieron numerosos vestigios al descubierto que se exponen en el Museo de Arte y Arqueología de Aurillac.
Desde 1993 contribuyen a enriquecer el arboreto, la O.N.F, el Distrito de Aurillac y la Casa de los Volcanes de Auvernia. 
En mayo de 2008, el nuevo edificio de acogida de visitantes de la Plantelière ofrece una nueva dimensión al entretenimiento. Diseñado por el estudio de arquitectura de Aurillac Bony-Thiery, está hecho esencialmente de materiales naturales como la madera. Su arquitectura combina vidrio y fachadas de madera es respetuosa con el medio ambiente y se ajusta perfectamente con su entorno.
Una característica de edificio es su techo verde con Sedum. Esta planta suculenta de zonas áridas, forma en el techoun tapiz vegetal de diferentes colores de las hojas a lo largo de las estaciones del año. Además del aspecto estético, los Sedum también son muy fácil de mantener. Almacenan en sus hojas una gran cantidad de agua, que puede soportar las situaciones más calientes así como frías. Además, el Sedum no necesita ser cortado. Otra de las características a destacar, el edificio apuesta fuertemente por las energías renovables a través de una caldera de madera. Esta energía tiene la ventaja de favorecer y promover los productos locales de la industria de la madera. 

## Colecciones botánicas
En un marco campestre rodeado de árboles centenarios, el espacio del arboreto se divide en varias zonas donde están representadas las distintas especies locales pero también foráneas.
El arboreto se divide en varias secciones expositivas, así :
- L'espace Erable, el espacio de los aceres
- L'espace Pin, el espacio de los pinos,
- L'espace chêne, el espacio de los robles
- L'espace verger, el espacio de la huerta con árboles futales
- L'espace Haies el espacio de los setos, con un vistoso seto azul de Althaea hibiscus, pero además hay numerosos setos floridos, setos silvestres, setos cortaviento de distintas especies: avellanos, espino albar, acebos.
- Espace goût, espacio del gusto donde se cultivan plantas de fresas, ruibarbos, grosellas, romanzas, tomillo, romero...
- jardin du Bon Dieu con las plantas medicinales y las plantas tóxicas en el "jardin du diable".
- Le rucher école, el colmenar escuela, destinado a estudiar el comportamiento de las abejas, se rodea con plantas melíferas: Robinia pseudoacacia, lavandas, frambuesos...
- Laberinto
- El nuevo edificio de recepción consta de dos oficinas administrativas, una sala de exposición de 112 metros cuadrados y una sala educativa de 56 m². También se han construido una sala técnica. Garajes próximos, vestuarios y duchas que se han instalado en las antiguas oficinas.